# Antoni Puig i Artigas
Antoni Puig i Artigas (L'Escala, 30 d'abril del 1886 - Tolosa de Llenguadoc, 8 de febrer del 1960) va ser un músic i intel·lectual anarquista, barber d'ofici.

## Sardanes
Selecció
- Al company de fugida, l'Hermós Plaja (1907), primera sardana[1]
- Amb tot el carinyo (1929)
- Barcelona - Albert Martí (1928), enregistrada per la cobla Barcelona - Albert Martí (Polydor, ref. 220.005-B)
- Camí dels enamorats
- De Montgó a les Illes Medes (1928)[9]
- Faune i les nimfes
- Flora Kaj Ariel (1953)
- Indòmita (1945), dedicada a Martí Rouret[10]
- Inquietud (1928), per a dues cobles
- Jo sí que t'estimo (1939)
- Muntanya amunt, presentada als Jocs Florals de la Llengua Catalana de Mèxic (1957)
- El naixement de Venus (1929), per a dues cobles
- Ofèlia (1929), nom d'una de les seves dues filles (una altra sardana portà el nom de l'altra filla, Pepita), dedicada a Narcís Paulís
- Pekin avançant (1923), dedicada al Centre Cultural de l'Escala, anomenat col·loquialment Pekín[9]
- Per Catalunya (1945), dedicada a Lluís Companys
- Tendresa (1942), arranjada per Lluís Albert, dedicada a Rosa Laviña
- Les típiques dansaires escalenques (1929)
- Altres sardanes: Capritxosa; Captiveri; Dolça Lina; Pepita; Pleniluni; Salutació a l'Autora; Sensitiva; El somni del poeta; Teresa